# Albace Maior
Albace (em grego: Αλβακη; romaniz.: Albakē; em armênio: Աղբակ; romaniz.: Ałbak), Aluaca (Αλουάκα, Alouáka), Albal (Աղբաղ, Ałbał) ou Albaque (em árabe: البق; romaniz.: Albāq), referido em alguns documentos como Albace Maior (Աղբակ Մեծ, Ałbak Metz) para distingui-lo de seu homônimo em Gordiena, segundo a Geografia de Ananias de Siracena (século VII), foi um cantão (gavar) da província (ascar) de Vaspuracânia, no Reino da Armênia. 

## História

Expansão do território dos Arzerúnios (séculos V-XI)

Albace Maior tinha como sede a cidade de Adamacerta. Possuía 1655 quilômetros quadrados e se estendia ao redor do curso superior do Grande Zabe, um tributário do sul do Tigre, numa zona cercada por todos os lados por montanhas. O relevo é principalmente montanhoso, mas plano em alguns lugares, cujo clima é bastante frio. Ali há terras férteis e pastagens. Segundo a Geografia de Ananias de Siracena (século VII), Albace Maior foi um cantão (gavar) da província (ascar) de Vaspuracânia, no Reino da Armênia.
Albace Maior era um dos cantões que compunham o principado homônimo de Albace Maior, um dos domínios originais dos Arzerúnios. Em 387, quando o Reino da Armênia foi dividido entre o Império Romano e o Império Sassânida pelos termos da Paz de Acilisena, permaneceu como um dos territórios remanescentes dos armênios. No século X, Tomás Arzerúnio atestou que o distrito ainda existia como um dos domínios arzerúnidas. Nos tempos modernos, sobrevivem ruínas de vários mosteiros, fortalezas e palácios construídos durante o reinado dos príncipes arzerúnidas (séculos V-XI).
Albace Maior foi particularmente afetado pelas invasões do general abássida Buga, o Velho em meados do século IX e nas primeiras campanhas do Império Seljúcida no Cáucaso nos anos 1020-40. Na segunda metade do século XIX, a região contava com 81 aldeias, 24 das quais eram armênias. Em números totais, havia cerca de 10 mil armênios, oito mil curdos e assírios e dois mil judeus que se dedicavam à fabricação de casna (χašna) e à agricultura. Havia 5-6 escolas armênias. As aldeias armênias foram destruídas pelos turcos durante a guerra russo-turca de 1877–1878 e nos anos da Primeira Guerra Mundial quase completamente abandonadas e reconstruídas. A maioria dos habitantes armênios morreu no genocídio armênio de 1915 e os sobreviventes migraram para outros países.